# Ctenucha annulata
Ctenucha annulata är en fjärilsart som beskrevs av William Schaus 1904. Ctenucha annulata ingår i släktet Ctenucha och familjen björnspinnare. Inga underarter finns listade i Catalogue of Life.